# 卡迭石
卡迭石是黎凡特的一座古城，位于奥龙特斯河滩头附近。它在青铜时代晚期有一定的重要性，并在阿马尔奈文书中被提及。该地也是公元前13世纪卡迭石之战战场所在地。